# Кіптон (Огайо)
Кіптон (англ. Kipton) — селище (англ. village) в США, в окрузі Лорейн штату Огайо. Населення — 209 осіб (2020).

## Географія
Кіптон розташований за координатами 41°16′0″ пн. ш. 82°18′16″ зх. д. / 41.26667° пн. ш. 82.30444° зх. д. (41.266634, -82.304322).  За даними Бюро перепису населення США в 2010 році селище мало площу 1,15 км², з яких 1,14 км² — суходіл та 0,01 км² — водойми.

## Демографія
Згідно з переписом 2010 року, у селищі мешкали 243 особи в 102 домогосподарствах у складі 72 родин. Густота населення становила 211 особа/км².  Було 108 помешкань (94/км²).
Расовий склад населення:
| - 97,1 % — білих |

До двох чи більше рас належало 2,1 %. Частка іспаномовних становила 2,5 % від усіх жителів.
За віковим діапазоном населення розподілялося таким чином: 19,3 % — особи молодші 18 років, 65,5 % — особи у віці 18—64 років, 15,2 % — особи у віці 65 років та старші. Медіана віку мешканця становила 42,8 року. На 100 осіб жіночої статі у селищі припадало 120,9 чоловіків;  на 100 жінок у віці від 18 років та старших — 122,7 чоловіків також старших 18 років.
Середній дохід на одне домашнє господарство  становив 56 193 долари США (медіана — 55 625), а середній дохід на одну сім'ю — 60 359 доларів (медіана — 66 250). За межею бідності перебувало 14,7 % осіб, у тому числі 28,8 % дітей у віці до 18 років та 7,4 % осіб у віці 65 років та старших.
Цивільне працевлаштоване населення становило 136 осіб. Основні галузі зайнятості: освіта, охорона здоров'я та соціальна допомога — 22,8 %, виробництво — 22,1 %, роздрібна торгівля — 14,7 %, мистецтво, розваги та відпочинок — 13,2 %.